# Hayward, Kalifornija
Hayward je grad u američkoj saveznoj državi Kaliforniji, u okrugu Alameda. Prema službenoj procjeni iz 2009. godine ima 150.878 stanovnika, čime je 6. najmnogoljudniji grad u Zaljevskom području San Francisca.
Hayward leži na istočnoj obali zaljeva, oko 35 km (zapadnim putem, preko Oaklanda) ili 50 km (južnim putem) od San Francisca. Povezan je s poluotokom San Francisco mostom San Mateo – Hayward.

## Gradovi prijatelji
- Funabashi, Japan
- Gazni, Afganistan[2]

## Vanjske poveznice
- Službena stranica (engl.)

### Ostali projekti
|  | Zajednički poslužitelj ima još gradiva o temi Hayward, Kalifornija |